# 87 aC
L'any 87 aC va ser un any del calendari romà prejulià. En aquell temps, era conegut com a any del consolat de Cinna i Octavi (o, més rarament, any 667 ab urbe condita o de la fundació de la ciutat). L'ús del nom «87 aC» per referir-se a aquest any es remunta a l'alta edat mitjana, quan el sistema Anno Domini va ser el mètode de numeració dels anys més comú a Europa.

## Esdeveniments

### Imperi Selèucida
- Antíoc XII Dionisi inicia el seu regnat a l'Imperi Selèucida.[2]

### Antiga Grècia
- Luci Corneli Sul·la, cònsol l'any anterior (88 aC) arriba a Grècia, enviat pel senat romà a la regió del Pont a combatre a Mitridates VI Eupator,[3]

### Antiga Roma
- Luci Corneli Cinna i Gneu Octavi són elegits cònsols.[4]
- Quan Sul·la marxa d'Itàlia cap a Grècia, Cinna el declara fora de la llei, i proposa diverses mesures, entre d'altres la d'incloure dins de les 35 tribus als italians. Cinna rep el recolzament del carrer pel suport del partit popular romà, una força que l'altre cònsol no pot aturar[5] i proposa cridar a Roma al desterrat Gai Mari,[6] amb una llei anomenada Cornelia de Gai Mari, que és derrotada a les votacions. Aquell mateix dia ha de fugir de la ciutat i el cònsol Octavi i el Senat prenen el poder, nomenant cònsol al seu lloc a Luci Corneli Mèrula.[7] La destitució de Cinna és il·legal cosa que li dona arguments per iniciar la lluita armada, en el context de la guerra social, i té també el recolzament dels italians revoltats.
- Cinna i Mari prometen la llibertat als esclaus que s'allistin en el seu bàndol, i molts es passen a les seves files.[8] Els aliats italians, dirigits per Cinna, assetgen Roma i el Senat es rendeix. Mari, Cinna i Sertori (lloctinent de Mari) entren a la ciutat, on inicien una matança sistemàtica d'aristòcrates[9] als que confisquen els béns. Sul·la és altre cop declarat fora de la Llei.[10]
- El cònsol Octavi es fa fort al Janícul amb algunes tropes fidels, mentre les tropes de Cinna i Mari entren a Roma. Assegut a la seva Cadira curul, és assassinat per Gai Marci Censorí, enviat al lloc pels populars, que li talla el cap i el penja a les Rostra, segons el relat d'Apià. Plutarc en dona una versió lleugerament diferent.[11]
- Gai Mari conquereix Òstia.[10]

## Naixements
- Luci Munaci Planc, consol romà.[12]

## Necrològiques
- Marc Antoni, orador romà, mort a mans de Publi Anni, que porta el seu cap a Gai Mari, que n'havia ordenat l'execució.[13]
- Han Wudi, emperador xinès.[14]
- Luci Corneli Mèrula, cònsol i sacerdot romà, mort quan Mari entra a Roma.[7]
- Publi Licini Cras Dives, consol romà, que es suïcida per evitar una mort ignominiosa quan Mari ocupa Roma.[15]